# Utumno
Utumno (Udûn en sindarin) est une forteresse imaginaire appartenant au légendaire de l'écrivain britannique J. R. R. Tolkien. Elle apparait notamment dans Le Silmarillion. 
Utumno est le premier bastion du Vala Melkor en Terre du Milieu. Sa seconde forteresse est Angband.

## Histoire et géographie
Située dans le grand nord de la Terre du Milieu, c'est une forteresse souterraine dans laquelle Melkor rassembla tous ses serviteurs, Balrogs, loup-garous, et bien d'autres encore. 
Melkor y mit au point des plans de guerre contre les Valar. Ceux-ci attaquèrent sa place forte au cours de la Guerre des Puissances et rasèrent la forteresse après un siège qui dura plusieurs siècles, mais ces derniers négligèrent de fouiller entièrement les souterrains d'Utumno, si bien que beaucoup des serviteurs de Melkor restèrent libres tandis que leur maître était emmené captif en Valinor. À son retour, Morgoth s'installa dans sa seconde forteresse, Angband.

## Étymologie
Utumno signifie « enfer » en quenya. En sindarin, la forteresse est nommée « Udûn ». Le nom sindarin est ensuite utilisé pour une vallée au nord-est du Mordor, au Troisième Âge.

## Dans la culture populaire
- Les récits du « Silmarillion » n'ont pas été adaptés à la radio, au cinéma ou à la télévision.
- Un jeu vidéo intitulé Utumno commença à être développé en 1996 par Matt Craighead[2], qui abandonna le projet en 1998. Le développement fut repris en 2009[3].